# Syntype
Een syntype is in de zoölogische nomenclatuur elk van de twee of meer exemplaren die bij de beschrijving van een taxon als type worden gebruikt, als in die beschrijving geen holotype wordt aangewezen. De syntypes vormen collectief het naamgevende type.
Het geven van syntypes is historisch gezien gebruikelijk bij het beschrijven van soorten en ondersoorten. Er kunnen echter problemen ontstaan als blijkt dat de syntypes uiteindelijk eigenlijk niet tot hetzelfde taxon behoren; als dat het geval is wordt een lectotype uitgekozen.
type (biologie) · type (zoölogie) – allotype · holotype · lectotype · neotype · paralectotype · paratype · syntype · typereeks · typesoort · typegeslacht · typelocatie